# Lambayeque (region)
Lambayeque er en af de 25 regioner i Peru, beliggende i den nordvestlige del af landet og med Chiclayo som hovedby.

## Fodnoter
1. ↑  Conociendo LAMBAYEQUE
2. ↑  https://www2.congreso.gob.pe/Sicr/Congresistas/2001/0311/si05des_0311.nsf/34069c3bb71c123b05256f470062fea7/BED2F5C1C25EEBC0052570F10079FBF1/$FILE/conocemiregion.pdf
3. ↑  https://www.peru.travel/pe/destinos/lambayeque

6°26′S 79°52′V / 6.43°S 79.87°V